# جورج وولف (فارس)
جورج وولف هو فارس كندي، ولد في 31 مايو 1910 في ألبرتا في كندا، وتوفي في 4 يناير 1946 في أركاديا في الولايات المتحدة.